# Heilig-Geist-Spital (Nürnberg)

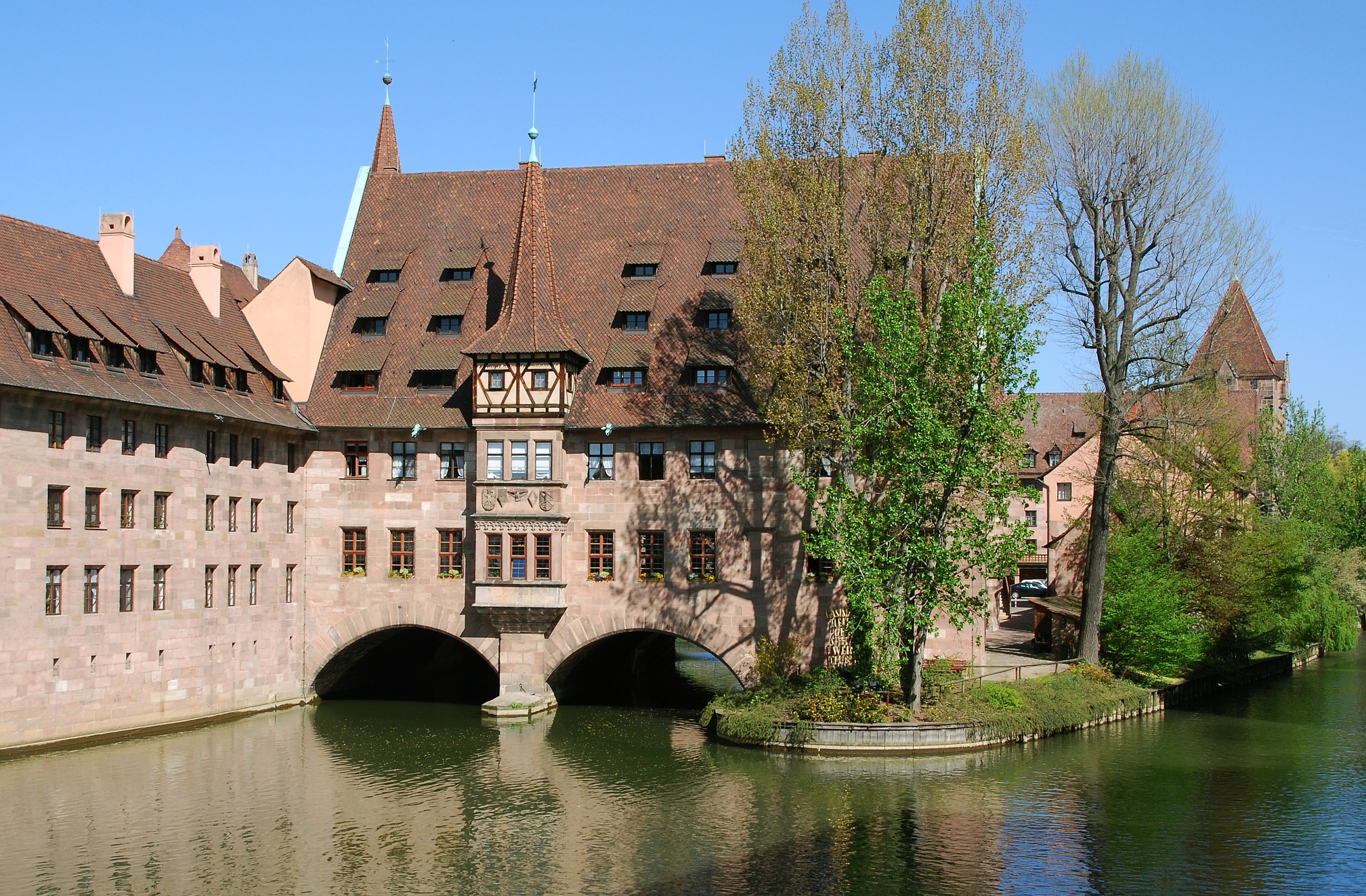
Heilig-Geist-Spital aus westlicher Richtung (2007)

Das Heilig-Geist-Spital in Nürnberg (umgangssprachlich oft kurz HeiGei) war die größte städtische Einrichtung zur Versorgung von Kranken und (vor allem) Alten in der Reichsstadt. Das Spital wurde zum Teil über dem Bett der Pegnitz errichtet. Es wurde von Konrad Groß, dem damals reichsten Nürnberger Bürger, als Seelgerät gestiftet.
Es ist bekannt als Aufbewahrungsstätte der Reichskleinodien, die von 1424 bis 1796 in Nürnberg verwahrt wurden. 

## Geschichte

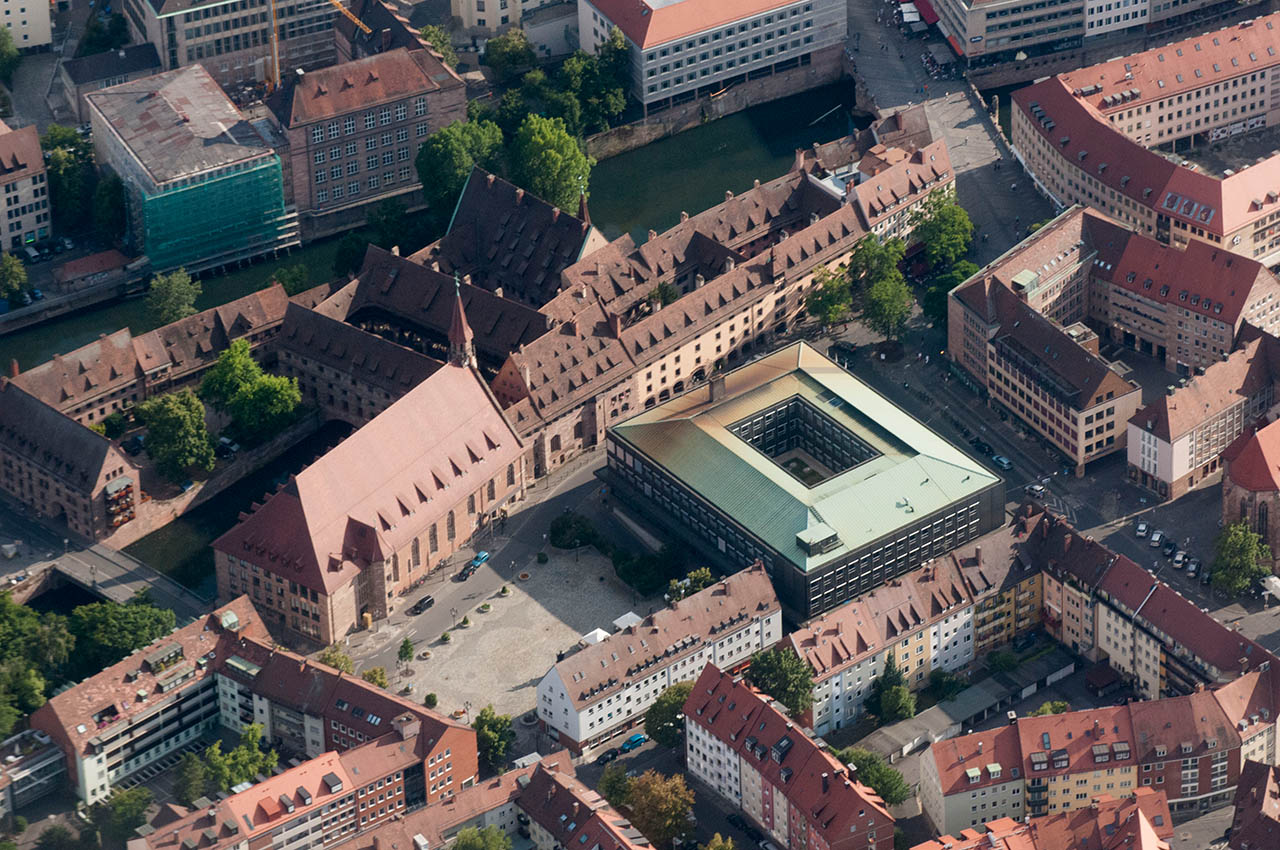
Luftaufnahme

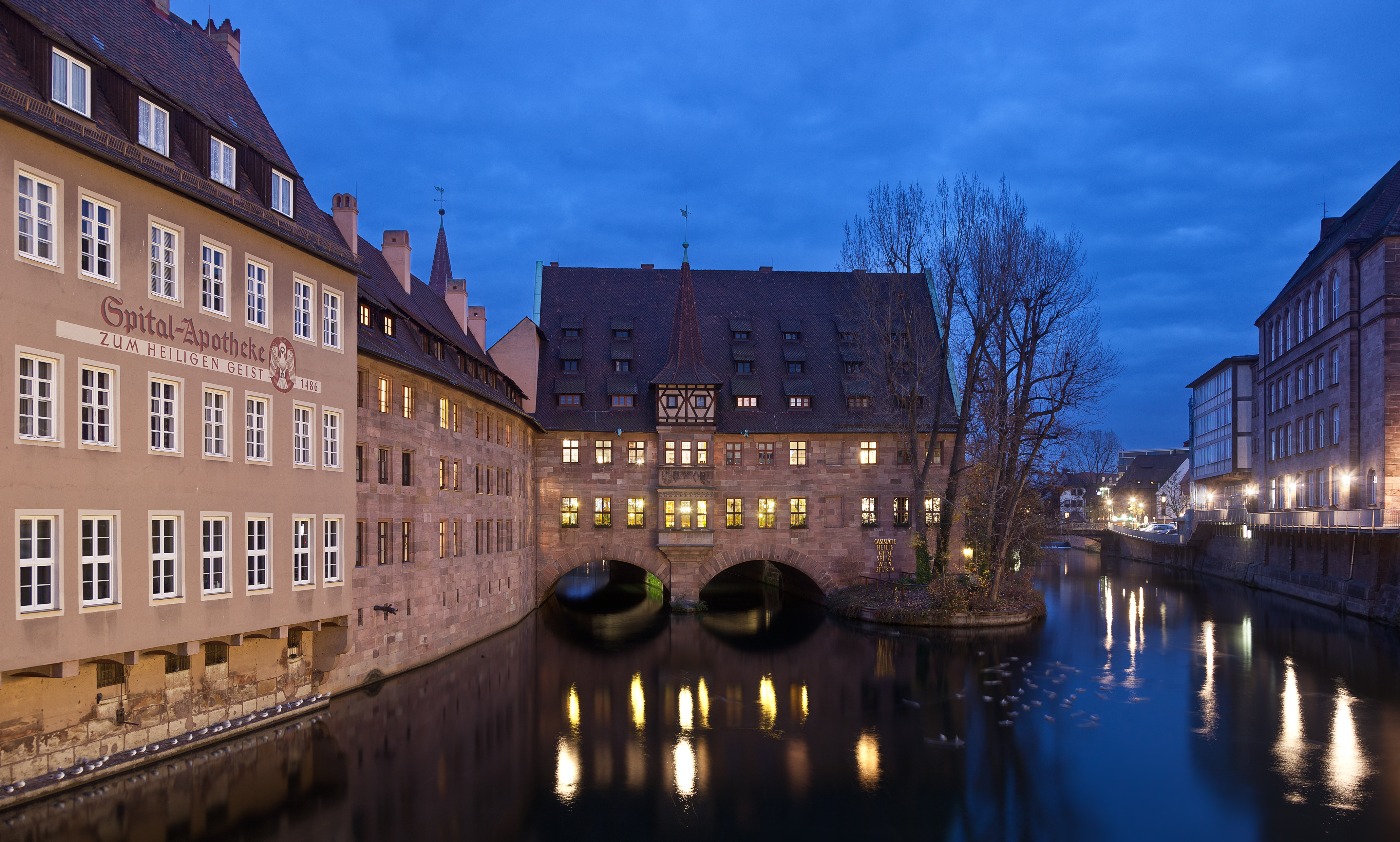
Heilig-Geist-Spital abends mit Spital-Apotheke links

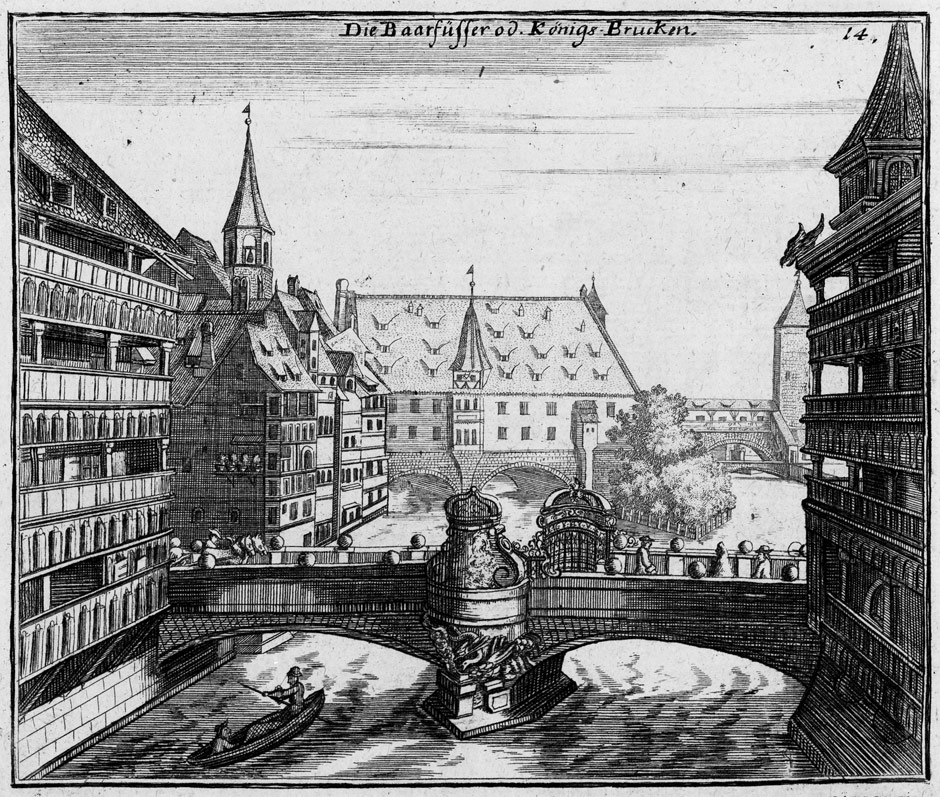
Um 1730

Das Spital wurde 1339 zusammen mit einer Kirche als sogenanntes Siechenhaus errichtet, das wie in allen mittelalterlichen Städten dem Heiligen Geist geweiht war. Es war eine private Stiftung in der Trägerschaft der Stadt, die durch die Franziskaner aus dem nahegelegenen Kloster und später durch das Spitalamt Heilig Geist betreut wurde. Es diente als Wohnstätte für Alte und Behinderte, als Schulhaus, Spital mit Apotheke sowie Wöchnerinnenstation. 
Im 14. Jahrhundert war die Größe des Spitals auf ca. 200 Insassen gerade ausreichend für die Nürnberger Verhältnisse. Das Pariser Hôtel-Dieu verfügte zur gleichen Zeit bereits über 400 bis 600 Betten.
Nach dem Tod des wohltätigen Patriziers Groß 1356, der in der Spitalkirche, der Stiftskirche zum Heiligen Geist, seine letzte Ruhestätte fand (heute ist sein Grab im Hof aufgestellt), wurde die Anlage durch Zustiftungen noch erweitert. Erträge aus kleinen und großen Wirtschaftseinheiten (Höfe, Huben, Mühlen) bis zu kleinen Zins- und Gültbeträgen sollten helfen, den Lebensunterhalt der Spitalinsassen aufzubessern.
In der Spitalkirche wurden die Reichskleinodien aufbewahrt, seit 1423 König Sigismund sie der freien Reichsstadt Nürnberg „zu ewiger Verwahrung“ anvertraut hatte, nachdem sie zuvor meist von den Kaisern auf ihren Reisen durch das Reich mitgeführt worden waren. Dazu gehörten Reichskrone, Reichsapfel, Zepter, Reichs- und Zeremonienschwert, Heilige Lanze und das Krönungsornat. Einmal im Jahr wurden sie den Nürnbergern in einer Heiltumsweisung gezeigt. Vor jeder Kaiserkrönung wurden sie in einem feierlichen und gut bewachten Geleit nach Frankfurt am Main und anschließend wieder zurückgebracht. Heute sind sie in der Wiener Hofburg ausgestellt. 
Im Jahre 1420 wurde die Allerheiligenkapelle (auch: Valznerkapelle) angebaut. Diese war eine Stiftung des Spitalpflegers Herdegen Valzner, einem entfernten Verwandten von Konrad Groß, von dem auch die größte Stiftung des 15. Jahrhunderts stammt.
Der Sage nach wurden das Heilig-Geist-Spital und seine Bewohner um 1340 Zielscheibe eines bösen Scherzes von Till Eulenspiegel, der vorgab, an einem Tage alle Kranken ohne Arznei gesund gemacht zu haben. 1341 erfolgte eine Privilegierung durch Kaiser Ludwig den Bayern.
Da der Spitalkomplex bei Baubeginn nur für 200 Insassen ausgelegt war, beschloss 1487 der Rat der Stadt, das Heilig-Geist-Spital zu vergrößern und die Krankengebäude aus dem Hochwasserbereich der Pegnitz zu verlagern. Grundlegende Erweiterungs- und Umbaumaßnahmen wurden ab dem Jahre 1489 durchgeführt. Die noch heute das Erscheinungsbild des Spitals prägenden, die Pegnitz überspannenden Wasserbauten, die Sude und der Hofbau, wurden 1511–1527 errichtet.
Im Jahr 1498 wurde die Heilig-Geist-Apotheke nach kräftiger finanzieller Unterstützung durch den Rat der Stadt Nürnberg errichtet.
Das Heilig-Geist-Spital war zunächst eine soziale Einrichtung für alte und hilfsbedürftige Menschen, stellte jedoch auch über 100 Betten für (heilbare) Kranke zur Verfügung. Zu den namentlich bekannten Hausärzten des Spitals gehörten Nürnberger Stadtärzte wie Erasmus Flock bis September 1552 und von 1549 bis 1562 Melchior Ayrer sowie ab 1564 Stefan Holtmann. Eine bis zur Gründung des allgemeinen Krankenhauses in der Sandgasse 1845 bestehende Krankenanstalt im Sinne eines Krankenhauses zur stationären medizinischen Behandlung wurde dort 1813 durch den Medizinalrat Wilhelm von Hoven eingerichtet, dem ab 1829 Georg Friedrich Lochner als Assistent beistand.
Nach der Machtergreifung der NSDAP sollte Nürnbergs „altdeutscher“ architektonischer Charakter verstärkt und die Spuren des Historismus beseitigt werden. In diesem Zusammenhang erhielt das Chörlein des Brückentrakts 1938–39 durch den Architekten Julius Lincke nach einer alten Bildvorlage zwei zusätzliche Erkergeschosse und ein spitzes Türmchen.
Nachdem die Heilig-Geist-Kirche im Zweiten Weltkrieg zerstört worden war, wurde sie im Gegensatz zu den übrigen Spitalbauten nicht unter Verwendung der Originalteile wiederaufgebaut. Auch die übrigen Teile des Gebäudes wurden 1945 durch Bombardierung schwerst getroffen. Das Spital war bis auf die Erdgeschossmauern zerstört, vom Brückentrakt standen nur noch die Bogenkonstruktionen über der Pegnitz und Reste der Außenmauern. Dort kam es 1951–53 zur Rekonstruktion, und zwar unter Julius Lincke, der schon seit 1937 die Nürnberger Denkmalpflege leitete. Auch der malerische Erker mit seinem spitzen Turm wurde wieder aufgebaut. Von 1960 bis 1963 erfolgte unter Linckes Leitung auch eine Teilrekonstruktion der Heilig-Geist-Kirche, jedoch nur in der Außenform und selbst dort stark vereinfacht. Die Pegnitzseite erhielt beispielsweise eine komplett neue Fassadengestaltung. Im Inneren diente der Bau als Festsaal, Studienzentrum und Tagungsstätte, hat jedoch eine im Obergeschoss integrierte Kapelle für das Spital, die auch nach der Übernahme des Erbbaurechts an dem Grundstück durch die Stadt im Jahr 2003 von der Kirchengemeinde St. Lorenz weiterhin für kirchliche Zwecke genutzt werden darf. 
Das Heilig-Geist-Spital wird als Seniorenwohnheim unter Leitung des Nürnbergstifts, einer Einrichtung der Stadt Nürnberg, genutzt. Insgesamt sind zehn Institutionen als Nutzer in dem Haus integriert.

## Bilder

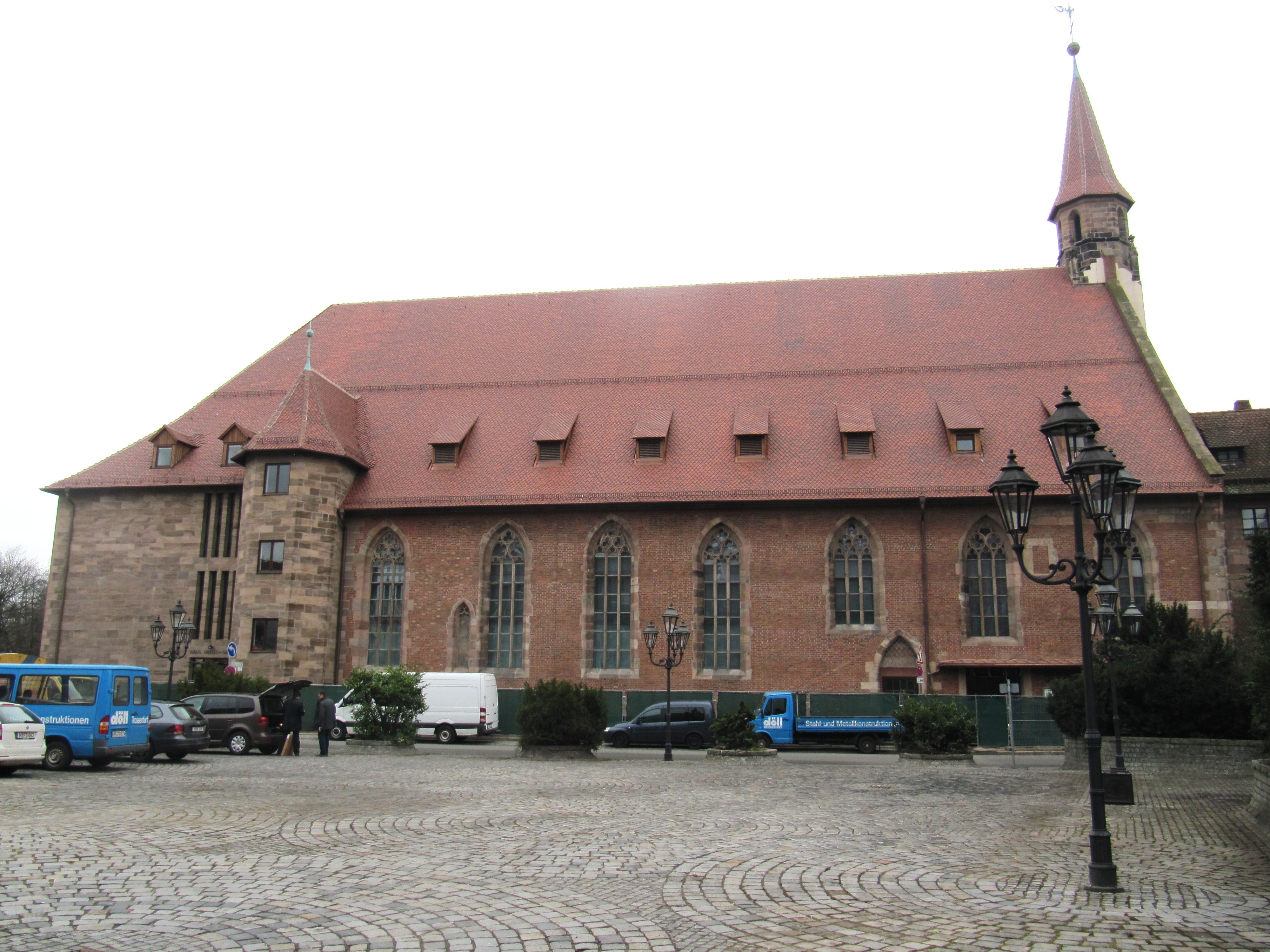
Heilig-Geist-Spitalkirche
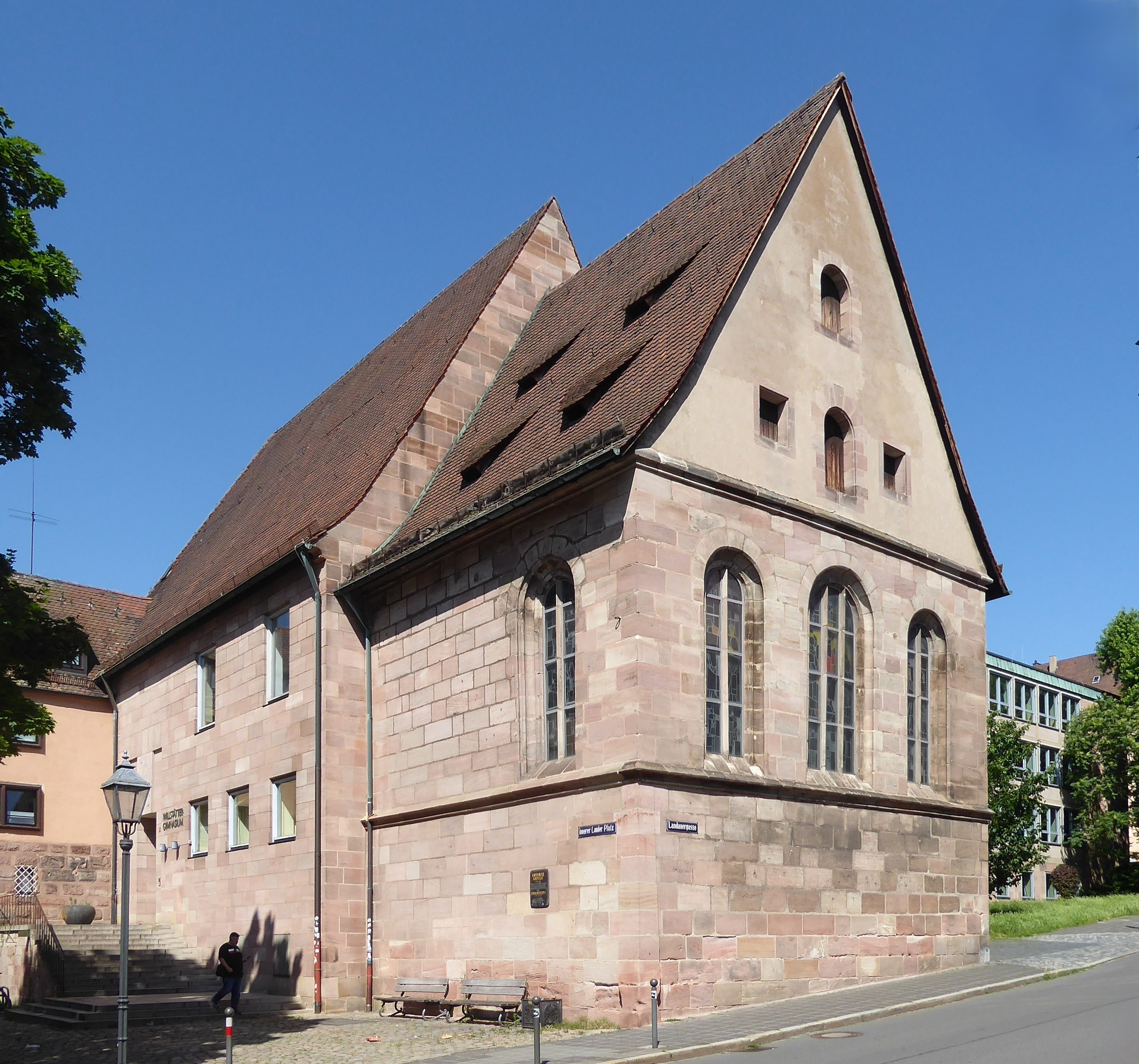
Allerheiligenkapelle (Valznerkapelle)
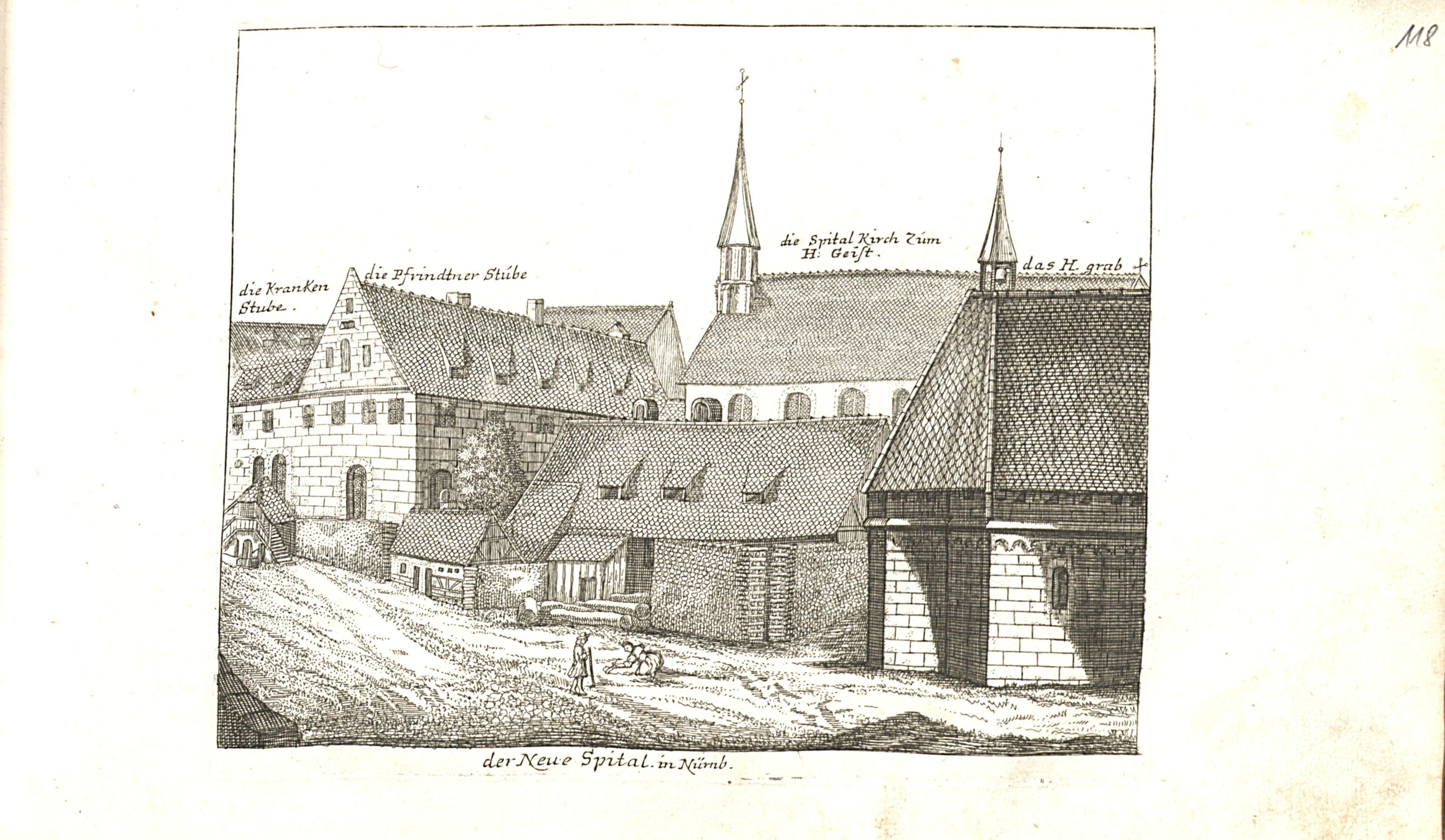
Spitalkirche zum Heiligen Geist und Kirche zum Heiligen Grab
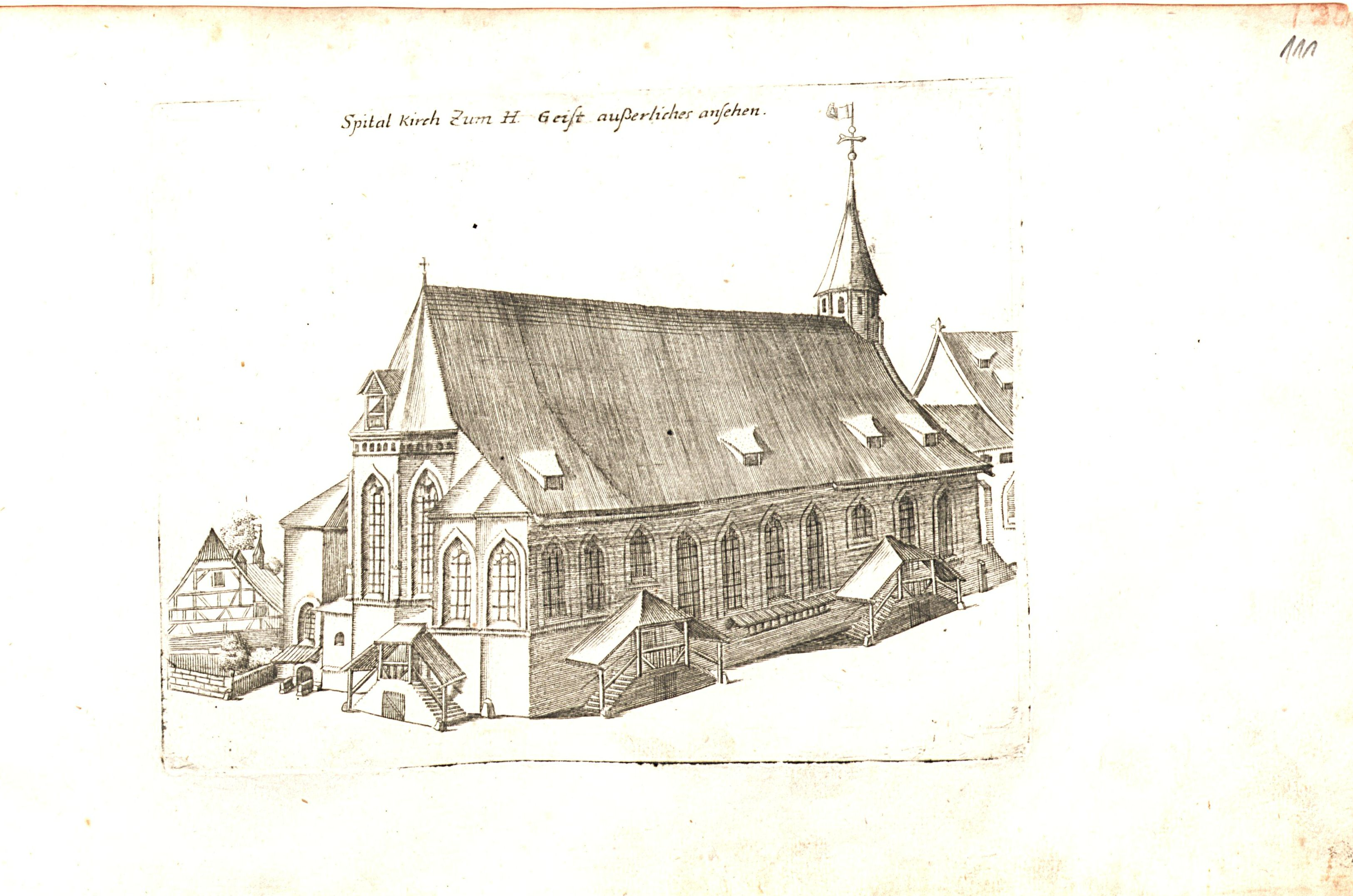
Spitalkirche zum Heiligen Geist 1709
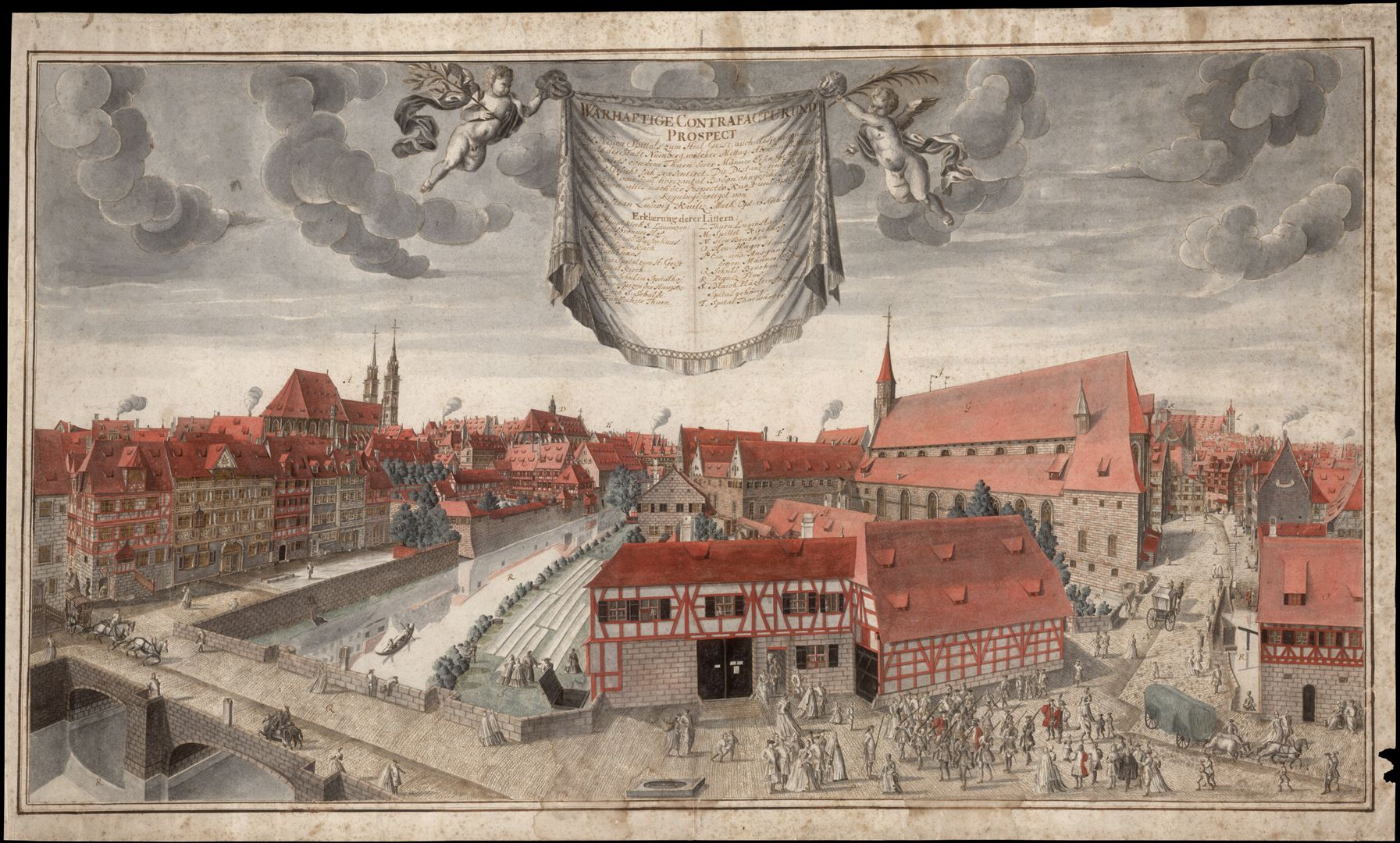
Christian Ludwig Kaulitz: Ansicht 1735
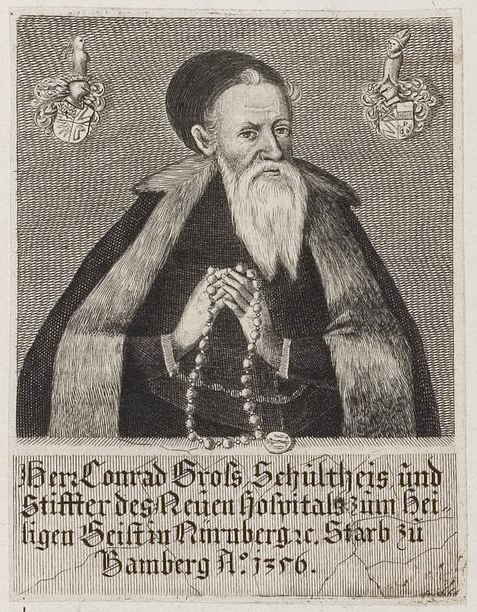
Konrad Groß (um 1280–1356), Rats- und Handelsherr, Stifter des Spitals
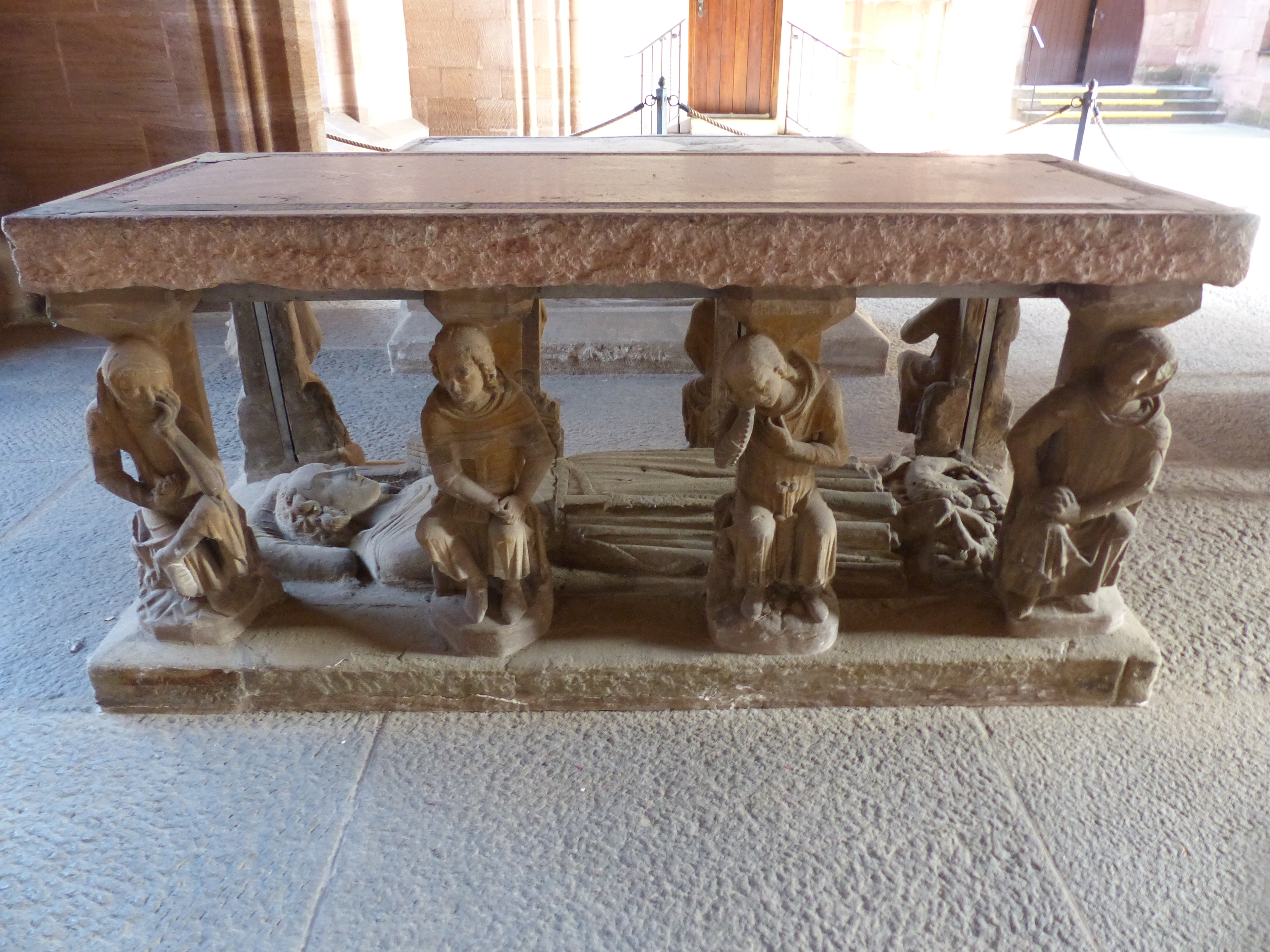
Tischgrab des Konrad Groß
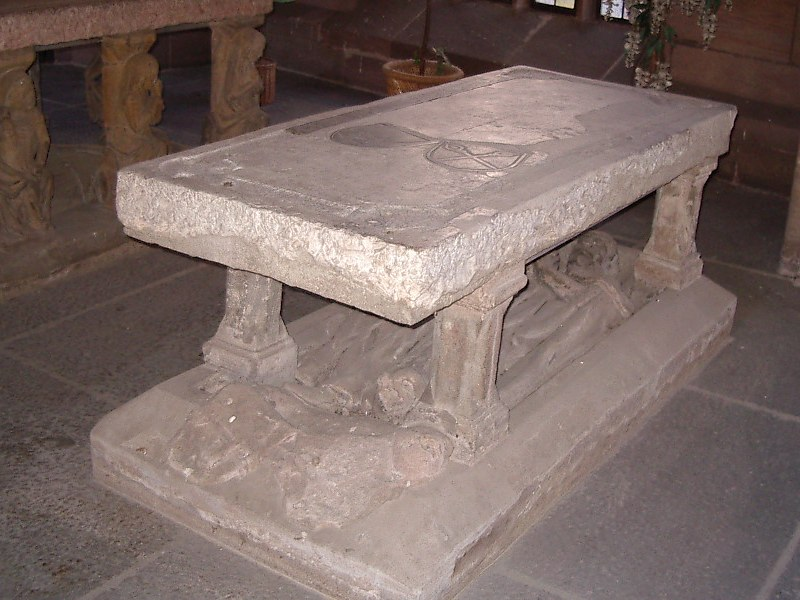
Tischgrab des Herdegen Valzner